# Betty Cavanna
Pour les articles homonymes, voir Cavanna (homonymie).
Œuvres principales
Bientôt seize ans
La Famille Arc-en-Ciel
Betty Cavanna (1909-2001) est un écrivain américain de romans pour adolescentes. Elle a également écrit sous les pseudonymes de Betsy Allen (pour la série de romans The Connie Blair Mysteries) et Elizabeth Headley. 
Elle est l'auteur de quatre-vingt-six romans de genre différents : mystère (série Connie Blair Mysteries), romance (Bientôt seize ans), animalier (Spurs for Suzanna), voyage (série Around the World Today).
En France, seulement six de ses romans ont été publiés.

## Biographie
Née le 24 juin 1909 à Camden dans le New Jersey, aux États-Unis, Betty Cavanna contracte la poliomyélite étant enfant. Elle en guérit grâce à beaucoup d’exercices et un long traitement. Durant sa convalescence, des adultes lui faisaient la lecture, dont son infirmière, jusqu’à ce qu’elle soit suffisamment âgée pour lire seule, ce qui lui a donné l’amour des livres.
Elle obtient un diplôme de journaliste à l’université pour femmes Rutgers, dans le New Jersey ; elle y obtient également une licence es lettres en 1929. Le premier emploi qu’elle occupe est celui de reporter pour le journal Bayonne Times. En 1931, elle intègre l’équipe du Westminster Press de Philadelphia, alors une importante maison d'édition de livres pour enfants. Elle y travaillera pendant dix années et deviendra  chef de la publicité et directeur artistique. En 1940, elle épouse Edward Talman Headley dont elle aura un fils, Stephen. C’est après avoir démissionné de son poste en 1941 qu’elle devient écrivain à plein temps.
Ses romans, qui traitent des difficultés de l'adolescence, ont rencontré le succès auprès de plusieurs générations de jeunes filles. Les personnages de ses premiers livres, Bientôt seize ans (1945) - son roman le plus célèbre - et Une fille pilotait (1947), tous deux publiés en France, sont confrontés à la solitude, à la rivalité entre frères et sœurs et aux tensions entre mère et fille. Les autres thèmes abordés dans ses romans sont la timidité, la maladresse en société, le divorce. Dans une biographie qui lui était consacrée, parue dans le bulletin de l’université de Rutgers, Betty Cavanna disait qu'elle « espérait que ses histoires aideraient les jeunes filles à avoir une meilleure perspective sur leurs propres problèmes et sur leurs amours. »
En 1949, Betty Cavanna a été classée septième sur les vingt-cinq écrivains de romans pour adolescents choisis comme étant les meilleurs par cinquante mille élèves à Chicago et dans sa région. Malgré des titres parfois très fleur bleue, ses romans sont loin d'être des mièvreries à l'eau de rose, mais des explorations fouillés sur la difficulté à grandir. 
Betty Cavanna a également écrit une série de douze romans non basés sur la fiction, appelée Around the World : elle y parle de la vie de jeunes gens rencontrés lors de ses nombreux voyages avec son mari dans les Caraïbes, en Europe, en Amérique du Sud, en Asie et en Afrique. 
Dans les années soixante-dix, alors qu’elle avance en âge, Betty Cavanna renoue avec l’écriture de romans à mystère de ses débuts et abandonne définitivement les autres genres littéraires. Selon ses propres dires, elle commençait à ne plus se sentir en adéquation avec les problèmes des adolescents, dont les mœurs avaient beaucoup changé depuis la fin des années soixante.
Après le décès de son mari en 1952, elle se remarie en 1957 avec George Russell Harrison, le doyen université de l’Institut technologique du Massachusetts. Il décède en 1979. En 1999, Betty Cavanna s'installe en France, à Vézelay. C'est là qu'elle est morte, le 13 août 2001, et enterrée, à l’âge de 92 ans.

## Romans parus en France
- Bientôt seize ans (Going on sixteen, 1946) 1re édition française : 1958, éditions Hachette, collection « Bibliothèque Hachette », illustration d'Albert Chazelle.

- Aliette aux sports d'hiver (Angel on Skis, 1957) 1re édition française : 1960, éditions Hachette, collection Bibliothèque verte no 158, illustrations de Philippe Daure. Réédition en 1976.

- Une fille pilotait (A Girl can dream, 1948) 1re édition française : 1962, éditions Hachette, collection Bibliothèque verte no 202, illustrations de François Batet.

- Festival au château (Two's Company, 1951) 1re édition française : 1963, éditions Hachette, collection Bibliothèque verte no 222. Illustrations de François Batet.

- La Famille Arc-en-Ciel (Painbox Summer, 1949) 1re édition française : 1964, éditions Hachette, collection Bibliothèque verte no 173. Illustrations d'Albert Chazelle.

- Des étoiles dans les yeux (Stars in her eyes, 1958) 1re édition française : 1967, éditeur : Gérard et Cie, collection : Marabout Mademoiselle no 259.

### sous le pseudonyme de Betsy Allen
Elle écrit douze titres de la série Connie Blair Mysteries.
- 1948 : The Clue in Blue
- 1948 : The Riddle in Red
- 1948 : Puzzle in Purple
- 1948 : The Secret of Black Cat Gulch
- 1949 : The Green Island Mystery
- 1950 : The Ghost Wore White
- 1951 : The Yellow Warning
- 1953 : The Gray Menace
- 1954 : The Brown Satchel Mystery
- 1955 : Peril in Pink
- 1956 : The Silver Secret
- 1958 : The Mystery of the Ruby Queens

### sous le pseudonyme de Elizabeth Headley
- 1946 : A Date for Diane
- 1947 : Take a Call, Topsy !
- 1949 : She's my girl
- 1951 : Catchpenny Street
- 1955 : Diane's New Love
- 1955 : The first book of sea shells
- 1957 : Toujours Diane

### sous le nom de Betty Cavanna
- 1943 : Puppy Stakes
- 1946 : Going on Sixteen
- 1945 : The Black Spaniel Mystery
- 1947 : Spurs for Suzanna
- 1948 : A Girl can dream
- 1949 : Paintbox Summer
- 1950 : Spring comes riding
- 1951 : Two's Company
- 1952 : Pick of the Litter
- 1952 : Lasso your Heart
- 1953 : Love, Laurie
- 1954 : Six on Easy Street
- 1955 : Passport to Romance
- 1956 : Boy Next Door
- 1957 : Angel on Skis
- 1958 : Stars in her Eyes
- 1959 : The Scarlet Sail
- 1960 : Accent on April
- 1960 : Arne of Norway (série Around the World Today)
- 1961 : Fancy Free
- 1961 : Touch of Magic
- 1961 : The First Book of Wild Flowers
- 1961 : Lucho of Peru (série Around the World Today)
- 1962 : Pepe of Argentina (série Around the World Today)
- 1962 : Paulo of Brazil (série Around the World Today)
- 1962 : A Time for Tenderness
- 1963 : Almost like Sisters
- 1963 : Chico of Guatemala (série Around the World Today)
- 1963 : Lo Chau of Hong Kong (série Around the World Today)
- 1964 : Jenny Kimura
- 1964 : Carlos of Mexico (série Around the World Today)
- 1965 : Mystery at Love's Creek
- 1964 : Noko of Japan (série Around the World Today)
- 1965 : Tavi of the South Seas (série Around the World Today)
- 1965 : Doug of Australia (série Around the World Today)
- 1966 : Ali of Egypt (série Around the World Today)
- 1966 : A Breath of Fresh Air
- 1966 : Demetrios of Greece (série Around the World Today)
- 1967 : The Country Cousin
- 1968 : Mystery in Marrakech
- 1968 : Secret Passage
- 1969 : Spice Island Mystery
- 1970 : Morocco
- 1970 : Mystery on Safari
- 1971 : The Ghost of Ballyhooly
- 1972 : Mystery in the Museum
- 1972 : Wool
- 1972 : Fiji
- 1973 : Petey
- 1974 : Joyride
- 1975 : The Invention that wouldn't fly (livre de lecture)
- 1975 : Ruffles and Drums
- 1975 : Don't Bite your Grandmother's Ear
- 1976 : Mystery of the Emerald Buddha
- 1977 : You can't Take Twenty Dogs on a Date
- 1978 : Ballet Fever
- 1978 : Runaway Voyage
- 1981 : The Surfer and the City Girl
- 1981 : Stamp Twice for Murder
- 1983 : Storm in her Heart
- 1984 : Wanted a Girl for the Horses
- 1984 : Romance on Trial
- 1987 : Banner Year

## Sources
- (en) Biographie succincte de Betty Cavanna
- (en) Bibliographie de Betty Cavanna
- (en) Article sur Betty Cavanna dans la rubrique nécrologique de The Inquirer du 14 août 2001